# Aegidienberger
Aegidienberger là một giống ngựa cưỡi nhỏ của Đức. Giống như ngựa Iceland, nó có thể tự nhiên thực hiện một dáng đi được gọi là tölt. Chúng được phát triển ở Aegidienberg và lần đầu tiên được công nhận là giống ngựa vào năm 1994.
Aegidienberger là một giống lai tạo chéo giữa ngựa Peru và ngựa Iceland, nhằm mục đích tạo ra một con ngựa lớn hơn ngựa Iceland, nhưng vẫn còn nhỏ và đủ cứng cáp để đi lại trên địa hình khó khăn. Chúng thường cao khoảng giữa 13 và 15 tay. Tất cả các màu sắc đều được phép cho giống ngựa này.
Chưa bao giờ có hơn 100 thành viên của giống ngựa này tại bất kỳ thời điểm nào, và số lượng giống đã bị suy giảm kể từ khi thành lập cuốn sách liệt kê các cá thể giống này.

## Nhân giống
Thế hệ đầu tiên, thế hệ F1, được sinh ra sau khi lai tạo một con ngựa giống Peru thuần khiết với một con ngựa cái thuần túy của Iceland. Thế hệ F1 đã được lai tạo với một con ngựa Iceland thuần túy, điều này dẫn đến thế hệ R1. Cuối cùng, các thế hệ F1 và R1 đã được lai chéo và giống Aegidienberger hiện đại được sinh ra: một giống lai 5/8 giữa ngựa Iceland và Peru Paso, với 5/8 ngựa Iceland và 3/8 ngựa Peru.

## Đặc điểm
Aegidienberger giống với ngựa Iceland hơn so với ngựa Peru, tương ứng với nội dung di truyền cao hơn của ngựa Iceland. Vóc dáng của giống ngựa này khá hài hòa, cổ cương cứng tự nhiên và đầu mạnh mẽ. Bờm và đuôi khá tươi tốt. Giống ngựa có lưng mạnh mẽ, vai dốc.